# Абилин (водохранилище)
Абили́н (англ. Lake Abilene) — водохранилище в южной части США. Располагается в 24 км к юго-западу от одноимённого города, на территории округа Тейлор в центральной части штата Техас.
Площадь — 2,38 км². Длина около 4 км. Максимальная глубина — 7,5 м.
Образовано в 1921 году на реке Элм-Крик, притоке реки Бразос, при строительстве плотины для водоснабжения города Абилин. Находится в парке Абилин. Рыболовство: сомы, окуни и др..